# Kevin McCarthy (politicus)
Kevin Owen McCarthy (Bakersfield (Californië), Verenigde Staten 26 januari 1965) is een Amerikaans politicus en van 7 januari 2023 tot 3 oktober 2023 de voorzitter van het Huis van Afgevaardigden.
Hij vertegenwoordigt sinds 2007 achtereenvolgens het 22ste, 23ste en 20ste Congresdistrict van Californië in het Huis van Afgevaardigden in Washington D.C. Vanaf 2014 tot zijn benoeming als Speaker was hij de leider van de Republikeinse fractie in het Huis.

## Afkomst en opleiding
McCarthy werd geboren in Bakersfield, Californië als zoon van huisvrouw Roberta Darlene (Palladino, 16-11-1940) en Owen McCarthy (1941-2000), assistent-brandweercommandant. 
McCarthy's familie woont al generaties lang in Kern County. Zijn grootvader van moederskant was een Italiaanse immigrant. McCarthy is de eerste Republikein binnen zijn familie, zijn ouders waren lid van de Democratische Partij. Hij studeerde aan de California State University te Bakersfield, waar hij in 1989 een Bachelor of Science in Marketing verwierf en in 1994 een Master in Business Administration.

## Politieke carrière
McCarthy begon bij de staf van Congreslid Bill Thomas van 1987 tot 2002. In 1995 was hij voorzitter van de California Young Republicans. 
Vanaf 1999 tot 2001 was hij voorzitter van de Young Republican National Federation. Van eind negentiger jaren tot 2000 was hij Thomas' districtsdirecteur.
McCarthy won zijn eerste verkiezing in 2000 als trustee van het Kern Community College District. Hij werd in 2002 gekozen in het parlement van de staat Californië. In 2003 werd hij daar gekozen tot fractieleider van de Republikeinen.
Bij de tussentijdse verkiezingen van 2006 werd McCarthy voor het 23ste Congresdistrict van Californië in het federale Huis van Afgevaardigden gekozen, waar hij op 3 januari 2007 aantrad als opvolger van Bill Thomas. Hij is zeven keer herkozen in de jaren 2008 t/m 2020. Zijn jongste termijn loopt tot 3 januari 2023.
In het Congres was hij tussentijds tweemaal lid van de Financiële Commissie, alsmede lid van enkele subcommissies. Sinds 2011 was hij de "whip" van de Republikeinse meerderheidsfractie. In juli 2014 promoveerde hij tot fractieleider, nadat Eric Cantor zich had teruggetrokken.

#### Mislukte opvolging van Speaker John Boehner in 2015
Op 28 september 2015 kondigde McCarthy aan zich kandidaat te stellen voor de opvolging van Speaker Boehner. Op 8 oktober trok McCarthy zich onverwachts terug. Aan de ene kant zag hij de rechtervleugel van de partij sterk groeien rond de House Freedom Caucus. Aan de andere kant moest hij toegeven dat de Republikeinse Partij het parlementair onderzoek naar de aanval op het Amerikaanse consulaat in Benghazi in september 2012 had gebruikt om de kandidatuur van Hillary Clinton voor de Amerikaanse presidentsverkiezingen van 2016 te beschadigen.

#### Continuering fractievoorzitterschap in 2018
McCarthy bleef fractievoorzitter en gold na de aankondiging door Speaker Paul Ryan dat hij na de tussentijdse verkiezingen van 2018 zou terugtreden als favoriet voor Ryans opvolging. Na het verlies van de meerderheid in het Huis door de Republikeinen bij de verkiezingen van 2018 daagde de Tea Party-afgevaardigde Jim Jordan hem uit door zich als tegenkandidaat voor deze hoogste post in de minderheidspartij te kandideren. In november 2018 werd McCarthy met 159 tegen 43 stemmen verkozen tot fractievoorzitter.

## Trump-supporter
McCarthy is sinds 2016 een uitgesproken supporter van Donald Trump. Ook als minderheidsleider bleef McCarthy een trouwe bondgenoot van Trump, waarbij hij de Republikeinse fractie verenigde in haar steun voor Trump en het afwijzen van de eerste afzettingsprocedure tegen Donald Trump wegens het beïnvloeden van de Oekraïense regering om zijn concurrent voor het presidentschap Joe Biden en diens zoon Hunter in diskrediet te brengen. McCarthy beperkte zich in dit opzicht niet tot passieve steun, maar onderhield ook contacten met sleutelfiguren uit Trumps entourage, onder wie Rudy Giuliani, Lev Parnas en Robert F. Hyde.
Een week na de bestorming van het Amerikaanse Capitool in 2021 gaf McCarthy een verklaring uit waarin hij president Trump deels verantwoordelijk verklaarde voor deze uit de hand gelopen actie van zijn verschenen supporters. Hij legde daarbij de nadruk op het feit dat Trump naliet onmiddellijk in te grijpen toen hij de tv-beelden waarnam die lieten zien dat de demonstratie uitliep in een gewelddadige bestorming. Het verhinderde de GOP-leidsman niet enkele dagen later een bezoek aan de ex-president in Mar-a-Lago te brengen. Officieel wordt als gespreksonderwerp "herwinning van stemmen in de tussentijdse verkiezing van 2022" genoemd. Uit persberichten achteraf blijkt echter dat McCarthy tegenover Trump gezeten diens eerder geuite verantwoordelijkheid voor de bestorming vrijwel geheel 'neutraliseerde'. Ook zijn onwil om de door Trump geapprecieerde QAnon-fan, afgevaardigde Marjorie Taylor Greene, te veroordelen, is tot deze ontmoeting te herleiden.

## Republikeinse minderheidsleider 2018-2023

#### Afgevaardigde en complotdenker Marjorie Taylor Greene
Evenals president Trump steunde McCarthy in 2020 Marjorie Taylor Greene, een Republikeinse kandidaat van Georgia, voor het behalen van een zetel in het Huis van Afgevaardigden. Greene’s eerdere racistische en antisemitische commentaren en haar promotie van QAnon (een extreemrechtse samenzweringstheorie) was voor veel Republikeinen reden om zich van haar te distantiëren. McCarthy ondernam geen stappen om Greene’s kandidatuur te verhinderen en liet ook na om haar opponent te steunen in de Republikeinse voorverkiezing. Nadat Greene was voorgedragen voor de zetel hekelde hij wel haar ranzige samenzweringsverhalen en zei hij "Er is geen plaats voor QAnon in de Republikeinse Partij" en Greene heeft zich volgens McCarthy gedistantieerd van haar vroegere uitspraken.
Op 4 februari besloot het Huis in reactie op in het verleden door haar gedane oproepen om Congresleden gewelddadig te bestoken, Greene correctief te ontheffen van al haar commissietaken.

#### Digitale stemming wegens COVID-19
In mei 2020 begon McCarthy tijdens de COVID-19-pandemie een rechtsgeding om tegen te houden dat het Huis van Afgevaardigden zou toestaan dat de afgevaardigden op afstand stemmen, een maatregel die was voorgesteld door voorzitter Nancy Pelosi om verspreiding van het virus in het Capitool tegen te gaan. McCarthy en andere klagers claimden dat er een quorum van leden fysiek in de Kamer aanwezig moest zijn om zaken te kunnen doen. Pelosi verdedigde de maatregel als openbare gezondheidsmaatregel en wees op het grondwettelijke uitgangspunt dat elke Kamer van het Congres zijn eigen procedurele regels bepaalt. In augustus 2020 verwierp een federale rechter McCarthy’s geding tegen Pelosi, besluitend dat het Huis  "absolute immuniteit bezit tegen civiele aanklachten" op grond van de grondwettelijke "Speech or Debate Clause".

#### Steun voor Trumps gefabriceerde verkiezingsfraude 3 november 2020
In november 2020 in de nasleep van de presidentsverkiezing hield McCarthy in Laura Ingrahams televisieshow valselijk vol "dat president Trump de verkiezingen won", daarmee Trumps eigen claim herhalend, terwijl hij wist dat in diverse staten de stemmen nog werden geteld.
McCarthy insinueerde dat grootscheepse kiezersfraude ertoe zou leiden dat Trump zou verliezen: "Ik zeg tegen iedereen die luistert: Wees niet gerust. Blijf hierover niet stil. We kunnen dit niet zienderogen laten gebeuren."
In december 2020 was McCarthy een van 126 Republikeinse Congresleden, die zich juridisch probeerden te voegen in het geding Texas versus Pennsylvania, bij het Hooggerechtshof aangespannen door de staat Texas om de uitslag van de presidentsverkiezingen in 2020 te bestrijden, waarin kandidaat Joe Biden zegevierde over de zittende president Donald Trump. Het Hooggerechtshof verklaarde de zaak niet ontvankelijk, omdat Texas de in artikel III van de grondwet vereiste status mist om de resultaten van de verkiezingen in andere staten aan te vechten.
Voorzitter van het Huis Nancy Pelosi gaf een verklaring uit waarin ze zei: "De 126 Republikeinse leden hebben het Huis in diskrediet gebracht door zich te voegen in dit geding. In plaats van hun eed hoog te houden en de grondwet te verdedigen, kozen ze ervoor de grondwet en het vertrouwen van het publiek in onze heilige democratische instellingen te ondermijnen."
Congreslid voor New Jersey Bill Pascrell vroeg aan Pelosi, het derde lid van het 14de amendement citerend, McCarthy en zijn Republikeinse medestanders de zitting in het Huis te ontzeggen. Pascrells argumentatie luidde "de tekst van het 14de amendement verbiedt Congresleden uitdrukkelijk deel te nemen aan rebellie tegen de Verenigde Staten. Proberen om een democratische verkiezing omver te werpen en een dictator te installeren is daarvan een duidelijk voorbeeld". Op 6 januari 2021 stemde McCarthy ervoor om de bekrachtiging van de verkiezing van Joe Biden in te trekken.

## Voorzitter van het Huis van Afgevaardigden
De Republikein Kevin McCarthy vervulde sinds 2009 vele malen een hoofdrol in het parlement van de VS, o.a. als whip en als meerderheidsleider en minderheidsleider.
Na het terugtreden eind 2022 van zijn Democratische tegenvoeter Nancy Pelosi bleken er begin 2023 maar liefst 15 stemrondes nodig voordat zijn eigen partijgenoten hem hun voorzittershamer gunden, een voorwaarde voor het promoveren tot "Speaker of the House".
Het was nog maar het begin van de toenemende verdeeldheid, verwarring en verharding binnen de Republikeinse gelederen, die ook hem persoonlijk begon te raken.
Op 29 september 2023 kreeg McCarthy zijn wetsontwerp voor uitgebreide overheidsuitgaven en strenge grenscontroles niet aangenomen door het Huis. Naast de Democraten stemden 204 Republikeinen vóór en 21 Republikeinen tegen. Zonder een financieringswet zou het regeringsapparaat op 1 oktober 2023 tot stilstand komen. Op 30 september kwam McCarthy met een tijdelijk financieringsontwerp, ontdaan van de grootste uitgavenposten, waaronder ook de uitgaven ten gunste van de oorlog in Oekraïne. Dit wetsontwerp werd aangenomen met steun van 209 Democraten en 126 Republikeinen, terwijl 1 Democraat en 90 Republikeinen blanco stemden. De “shutdown” werd vervolgens voorkomen toen de Senaat en president Biden wel McCarthy’s ontwerp aannamen. Tegen de media zei McCarthy “dat de Democraten alles deden wat ze konden om te voorkomen dat zijn ontwerp werd aangenomen". Hij voegde er uitdagend aan toe:
"If somebody wants to remove me because I want to be the adult in the room, go ahead and try". 
Op 3 oktober 2023 reageerde het Republikeinse Congreslid Matt Gaetz met een motie ”om het voorzitterschap te verversen wegens McCarthy’s 'onaanvaardbare samenwerking met de oppositie'.” De motie van Gaetz haalde het met de steun van het Democratisch blok, de 8 Gaetz-companen contra 210 gematigde Republikeinen. 
Al met al is het een historisch novum in de Amerikaanse geschiedenis dat het Huis van Afgevaardigden zijn eigen voorzitter afzet.

## Privé
McCarthy en zijn vrouw Judy hebben twee kinderen. Ze wonen in Bakersfield. Hij is een voormalig bestuurslid van de Community Action Partnership of Kern.
In oktober 2015 werd McCarthy er intern van beschuldigd een affaire te hebben met afgevaardigde Renee Ellmers. Dit gebeurde enkele dagen voordat hij zich terugtrok uit de race voor "Speaker of the House". Beiden ontkenden de aantijgingen.
In oktober 2018 publiceerde de Los Angeles Times uitgebreid over een onderzoek naar Vortex Construction, het bedrijf van McCarthy's zwager William "Bill" Wages, dat sinds 2000 in totaal 7,6 miljoen dollar uit onderhandse en andere overheidscontracten incasseerde. 
De federale opdrachten betreffen voornamelijk bouwprojecten voor marinecomplexen in McCarthy's basisdistrict, Bakersfield. Elke vorm van belangenverstrengeling wijst hij van de hand.